# ツタヤオンライン
株式会社ツタヤオンライン（英文表記: TSUTAYA online corporation）は、かつて東京都渋谷区恵比寿四丁目に本店を置いていた企業。2009年4月1日に株式会社TSUTAYAを存続会社として吸収合併された。

## 概要
通信販売事業、デジタルコンテンツ販売事業、メディア広告事業、モバイルコンテンツ事業を展開し、日本最大級の総合エンターテインメント情報サイト『ツタヤオンライン』（略称：TOL）を運営していた。